# Цирус 17 (ваздухопловна једрилица)
Цирус чији је оригиналан назив је једноседа ваздухопловна једрилица отворене класе намењена спортским такмичењима. Код нас му је одомаћен назив Цирус 17.

## Пројектовање и развој
Конструкција немачког инжењера Клауса Холихауса (Klaus Holighaus) је од стаклопластике (фиберглас) са монокок трупом и крилима и репом са сендвичом од пене и стаклопластике. Ово је била прва једрилица коју је фирма Schempp-Hirth направила од стаклопластике (фибергласа).  Прототип је имао V реп, али су серијске једрилице имале конвенционални реп са нешто подигнутим хоризонталним стабилизатором (због слетања у високу траву). Аеродинамичке кочнице су се налазиле и на горњим и доњим површинама крила ради контроле угла планирања. Једрилица нема закрилаца а стајни трап је увлачећи.

### Технички опис
Једрилица Цирус 17 је у потпуности направљена од стаклопластике (фибергласа). Крило је трапезоидног облика, аеропрофила Wortmann FX-66-196/161 виткости 25 и има две рамењаче. Крила су направљена по сендвич принципу, оплата од стаклених влакана а испуна ПВЦ пена. Ремењаче крила су такође направљена од стаклопластике као и оплата крила и чине јединствену целину. Крилца су везана за другу ремењачу помоћу шарки. Крила су опремљена аеродинамичким кочницама SCHEMPP-HIRTH.
У централном делу трупа се налази део металне решеткасте конструкције која служи за везивање трупа и крила. Поред тога за ову металну конструкцију су причвршћене полуге управљачког механизма једрилице и конструкција стајног трапа. Стајни трап се састоји од увлачећег точка са добош кочницом и дрљачом која се налази на репу.
Положај пилота у кабини је полулежећи. Кабина је опремљена стандардним инструментима за контролу лета: брзиномер, висиномер, вариометар и магнетни компас. Поклопац кабине је једноделан од плекси стакла и отвара се на страну. Оков му омогућава лако одбацивање у случају опасности.
Репне површине имају конвенционалан облик са нешто уздигнутим хоризонталним стабилизатором, и израђене су као и крило.

### Варијанте једрилица
- Cirus - Прототип са V репом.
- Cirus 17 - Серијске једрилице са конвенционалним репом.
- Cirus VTC - Једрилица која се производила у Југославији ВТЦ Вршац (сада ФАЈ Јастреб Вршац)

## Карактеристике
Карактеристике наведене овде се односе на једрилицу Цирус а према изворима
| Финеса      | 1 : 44 при брзини 85 km/h |
| Перформансе | - максимална брзина 220 km/h - минимална брзина 62 km/h - макс. брзина аеро вуче km/h - макс. брзина витла km/h - минимално пропадање 0,50 m/s при брзини 74 km/h         |
| Димензије   | - размах крила 17,74m - дужина 7,20m - висина 1,56m - површина крила 12,60m2 - виткост 25 - аеропрофил крила Wortmann FX-66-196/161 - макс. оптеречење крила; 36,51 kg/m2 |
| Маса        | - сопствена 260 kg - полетна 460 kg - водени баланс; 98 kg |

## Оперативно коришћење
Производња Цируса у Немачкој фирми Шемп Хирту (Shemp Hirth) је трајала до 1971. године када је настављена у Југославији лиценцна производња у Фабрици авиона и једрилица Јастреб, Вршац. Ова једрилица је за нас значајна и са технолошког аспекта, захваљујући њој је извршен трансфер технологије производње летилица од стаклопластике у ФАЈ Јастреб у Вршцу. Укупно је произведено 183 једрилица овог типа у Вршцу 63.
Цирус је освојио првенство Немачке у ваздухопловном једриличарству отворене класе једрилица 1967. године. Већ наредне године Цирус је дебитовао на Светском првенству у Лешну, Пољска 1968. године и заузео је прво место у отвореној класи једрилица. То је био стварно спектакуларни почетак коришћења ове једрилице. Њега је наследила једрилица Нимбус 2 истог поуизвођача. Након завршене "спортске" каријере једрилица Цирус се користи за тренажу пилота једриличара.

## Сачувани примерци
Велики број ових једрилица је данас (2019.) у летном стању и користе се.

## Земље које су користиле ову једрилицу
| - Аустрија - Немачка - Југославија - Холандија - Чешка - Словачка - Словенија - Босна и Херцеговина | - Мађарска - Србија - Аустралија - Русија - Велика Британија - Швајцарска - Шведска - USA |